# 이상호 (스노보드 선수)
이상호(李相昊, 1995년 9월 12일~)는 대한민국의 스노보드 선수이다.

## 생애
강원도 정선군이 고향인 그는 초등학교 1학년 때 아버지 권유로 처음 스노보드를 타기 시작했다. 정선군 사북읍의 고랭지 배추밭을 개량한 눈썰매장에서 훈련한 사연이 알려져 '배추 보이'라는 별명이 붙기도 했다. 그렇게 재미삼아 타기 시작한 보드였지만 고등학교 시절부터 이미 유망주로 통했다. 2013년 캐나다 퀘벡서 열렸던 스노보드 세계 선수권대회에서 17세로 최연소 참가자임에도 53명 중 20위를 기록한 것이다.
이듬해인 2014년 국제스키연맹(FIS) 세계주니어선수권대회 남자 평행대회전에서 은메달을 획득한다. 또한 2015년 국제스키연맹(FIS) 세계주니어선수권대회의 남자 평행회전에서는 동메달과 평행대회전에서 금메달을 연달아 획득한다. 2016년 튀르키예에서 열린 FIS 월드컵 평행대회전에서 은메달을 차지한다. 2017년 2월 삿포로시에서 열린 2017년 동계 아시안 게임에서 대회의 남자 평행대회전과 남자 평행회전에서 금메달을 획득했다. 이는 대한민국 선수가 아시안 게임의 스노보드 종목에서 획득한 최초의 금메달이다. 연달아 2017년 3월 스페인 FIS 스노보드·프리스타일 세계선수권대회의 평행대회전에 참가해 5위에 오른다. 이는 대한민국 역대 스노보드 세계선수권대회 최고의 성적이었다. 또 2017년 국제스키연맹(FIS) 스노보드 월드컵의 남자 평행대회전에 참가해 대한민국 스노보드 월드컵 무대 역사상 최초로 은메달을 획득한다. 2017년 12월 초 월드컵 보다 한단계 낮은 대회인 유로파컵에 참가해 우승을 차지했다.

### 2018년 동계 올림픽
그러나 2018년 동계 올림픽에 대한민국 국가대표로 출전하는 이상호는 앞서 2018년 1월 21일 슬로베니아 로글라에서 열린 2017-2018 FIS 스노보드 월드컵 남자 평행대회전서는 7위를 기록하였다. 2017-18시즌 월드컵에서도 한 번도 4강에 들지 못했고, 두 차례 7위에 오른 등 2018년 들어 성적은 좋지 못한 상황이었다. 이상호는 스노보드 평행대회전 종목에서 2017-18시즌 국제스키연맹(FIS) 월드컵 랭킹 9위에 올라 있었다.
이를 뒤집고, 2018년 동계 올림픽 스노보드 남자 평행대회전에서 이상호는 예선에서 3위를 기록하며 본선에 진출하였고, 본선에서는 2위로 은메달을 차지한다. 이는 스노보드 종목을 포함한 설상 종목에서의 대한민국 최초의 메달이다.